# Werner von Urslingen

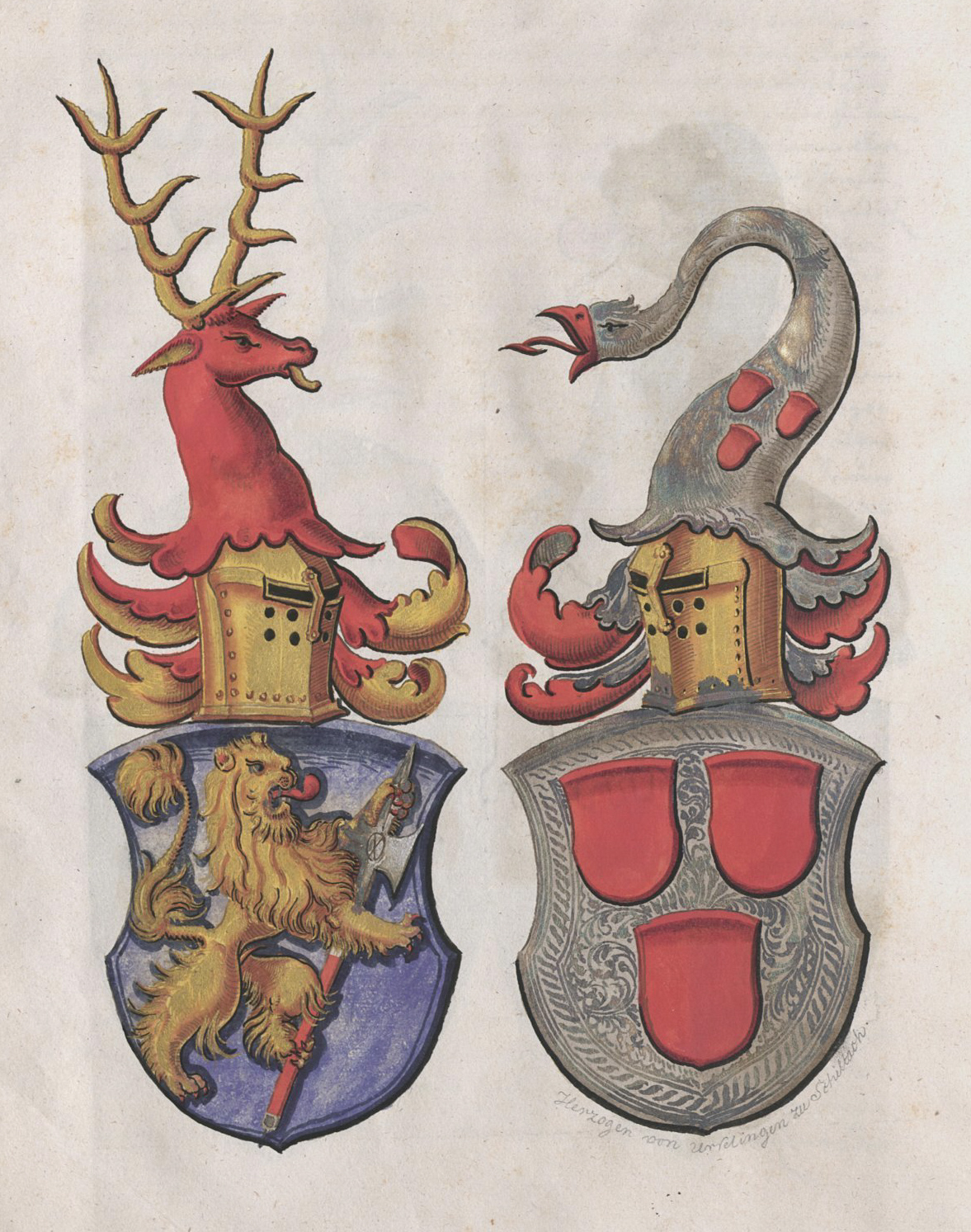
Armoiries des Irslingen (droite) et Zimmern (gauche)

Werner von Urslingen (en italien : Guarnieri d'Urslingen ou Duca Guarnieri), né à Urslingen v. 1308 et mort en 1354, est un militaire et condottiere allemand actif en Italie au XIVe siècle.

## Biographie
Werner von Urslingen est né à Irslingen (Dietingen) dans la Souabe vers 1308. Membre de la famille des ducs d'Urslingen il est probablement un descendant des ducs de Spolète. En 1338, il a combattu pour la république de Venise contre Mastino II della Scala de Vérone. Après la fin du conflit, il est entré la Compagnia di San Giorgio, financé par le seigneur de Vérone et dirigé par Lodrisio Visconti. Il a participé à la bataille de Parabiago.

### La Grande Compagnia
À partir de 1342, il a été au service de la république de Pise, dans la guerre contre Florence, dont les troupes étaient dirigées par Malatesta III Malatesta. 
Par la suite, il a formé une troupe d'aventuriers sous le nom de « Grande Compagnia » avec laquelle il pilla la Toscane, Ombrie et Romagne. 
Il aide Francesco II Ordelaffi dans le conflit contre les États pontificaux, mais est débauché par son ennemi, Malatestino Malatesta de Rimini, pour l'aider contre Ferrantino Malatesta. 
En 1343, il est à la solde de Taddeo Pepoli de Bologne qui lui verse une somme très importante, pour lutter contre Obizzo III d'Este de Modène, néanmoins il change d'avis et se range du côté D'Obizzo et ravage de nombreuses villes dont Correggio. 
La Grande Compagnie est chassée de la région de Ferrare, et von Urslingen retourna en Allemagne avec une partie de ses troupes.
En 1347, il revient en Italie. Il entre ensuite au service de Louis Ier le Grand, roi de Hongrie et la Pologne, qu'il a aidé à conquérir Naples. 
Les troupes de von Urslingen battent celles de Louis, Prince de Tarente (mari de Jeanne), près de Naples, et Louis de Hongrie a pu entrer dans Naples. L'année suivante, cependant, Werner a été accusé de collaboration avec Jeanne et est arrêté. 
Après avoir été libéré, il entre au service de Caetani de Fondi avec 3 000 hommes, pour attaquer les Orsini à  Supino. 
En 1348, il met à sac et détruit Anagni ce qui provoque une coalition entre Pérouse et d'autres communes qui rassemblent une armée contre lui. Werner von Urslingen, dont les troupes ont été frappées par la peste, est contraint de se retirer. 
Il est passé successivement à la solde des États pontificaux, pour lesquels il a conquis plusieurs territoires, puis de Jeanne de Naples, qu'il aide à retourner à Naples. 
En 1349, après une période d'activité dans les Pouilles (dont il fut nommé vice-roi), il a été pris en embuscade par le voïvode de Transylvanie, Stephen Laczkfy et est battu. Werner rassembla une armée de 3 000 hommes, hongrois, allemands et chevaliers napolitains ainsi que 2 000 fantassins Lombards pour contrer Stephen Laczkfy qu'il bat avant qu'il n'atteigne Naples.
En 1350, il s'allie avec Giovanni di Vico et ravage les fiefs pontificaux dans le nord du Latium. 
Au cours de la même période, il a signé un accord avec Louis de Tarente qui lui cède de Capoue, Aversa et autres places fortes du royaume de Naples. 
Werner rejoint ensuite les seigneurs de Forli et Faenza contre le légat du pape et aide Giacomo Pepoli à rentrer à Bologne. 
Après le retour de Bologne dans le giron des Visconti, Werner von Urslingen l'assiège, mais est défait par l'armée de Galéas II Visconti.
En 1351, sa compagnie ne trouve pas de contrat, jusqu'à ce qu'il soit embauché par Mastino II della Scala, puis par les Visconti. 
Ensuite, il retourne en Souabe, où il meurt en 1354. 
Après sa mort, La Grande Compagnia passe sous le commandement de Fra' Moriale.
Son plastron portait l'inscription :  « Ennemi de Dieu, de la pitié et de la miséricorde ».

## Sources
- Voir bibliographie et lien externe.